# Chirocera
Chirocera är ett släkte av steklar. Chirocera ingår i familjen bredlårsteklar.
Kladogram enligt Catalogue of Life:
| Chirocera | \| \| Chirocera glauca \| \| \| \| \| \| Chirocera pectinicornis \| \| \| \| |
|           | \| \| Chirocera glauca \| \| \| \| \| \| Chirocera pectinicornis \| \| \| \| |
|           | Chirocera glauca                                                             |
|           |                                                                              |
|           | Chirocera pectinicornis                                                      |
|           |                                                                              |